# 외로이 달리다
외로이 달리다(Ride Lonesome)는 미국에서 제작된 버드 보티커 감독의 1959년 드라마, 서부 영화이다. 랜돌프 스코트 등이 주연으로 출연하였고 버드 보티커 등이 제작에 참여하였다.

## 출연

### 주연
- 랜돌프 스코트
- 카렌 스틸

### 조연
- 페넬 로버츠
- 제임스 베스트
- 리 밴 클리프
- 제임스 코번

## 제작진
- 미술: 로버트 피터슨